# Goeppertia kegeljanii
Goeppertia kegeljanii é uma espécie de planta da família Marantaceae. Originária do Brasil, é conhecida também pelo seu sinônimo Calathea musaica no comércio de plantas de casa. Como planta ornamental, destaca-se por suas folhas ovais verde-claras com uma fina rede de padrões.

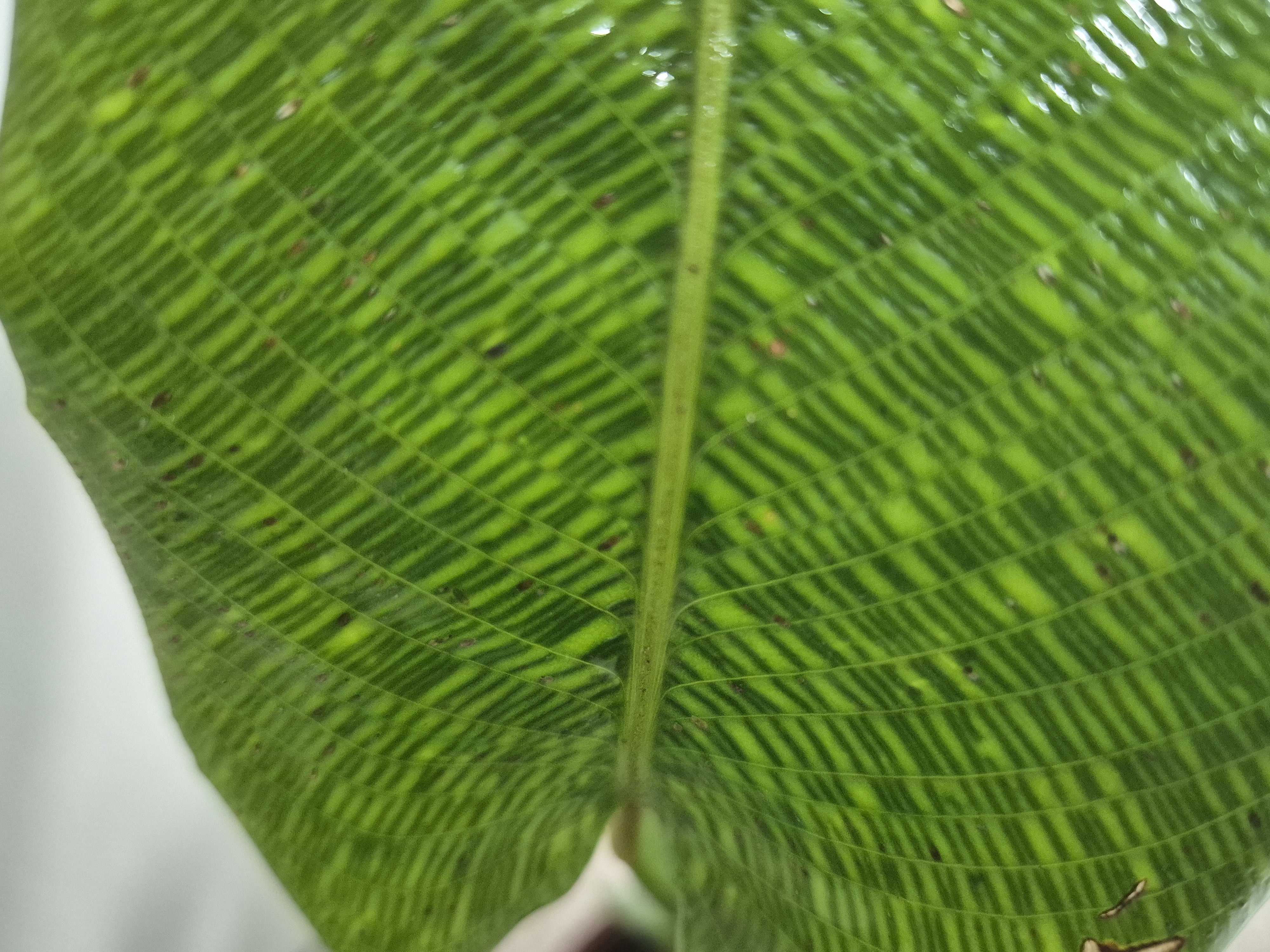
Somente focando de perto se percebe a maravilha da composição da folha dessa Calathea Musaica